# ستيف بيرين
ستيف بيرين (بالإنجليزية: Steve Perrin)‏ (13 فبراير 1952 ببادنغتون في المملكة المتحدة - ) هو لاعب كرة قدم بريطاني في مركز الهجوم. لعب مع كريستال بالاس وكوينز بارك رينجرز ونادي بليموث أرجايل ونادي بورتسموث ونادي نورثامبتون تاون وسانت ألبانز سيتي وويكمب وندررز ونادي هيلينغدون بورو.

## وصلات خارجية
- ستيف بيرين على موقع قاعدة بيانات كرة القدم.إي يو (الإنجليزية)